# Vízipálma
A vízipálma (Cyperus alternifolius) a perjevirágúak (Poales) rendjébe és a palkafélék (Cyperceae) családjába tartozó faj.

## Elterjedés, élőhely
Madagaszkáron őshonos és Afrika keleti részén is előfordul. Lefolyástalan teknőkben, patakok mentén nő. Gyökérzetét állandóan víz borítja.

## Megjelenés
Egyes fajok elérhetik akár az 5 métert is, de a szobanövényként elterjedt vízipálma kb. 50–100 cm. Három élű száruk végén a levelek körkörösen helyezkednek el és elérhetik a 25 cm hosszúságot. Többnyire tavasszal hozza fehér-sárgás virágait, de néha csaknem egész évben képes virágot viselni.

## Gondozás
Az egyszerű gondozás és a csekély igényei miatt széles körben elterjedt szobanövénnyé vált. A növény sok vizet használ el, így javítja a szobaklímát. Ugyanakkor egyébként is nedves lakásban, ahol esetleg még penész is van a falon, nem ajánlott a növény tartása. Érdemes évente (tavasszal) átültetni tápanyagban gazdag talajba (tőzeggel és folyami homokkal keverve).
- Nedvesség: Tartsuk folyamatosan, egyenletesen nedvesen a talajt. A talajt ne hagyjuk kiszáradni. Több cm víz is nyugodtan állhat a talaján.
- Hőmérséklet: 15-25 °C, télen legalább 10 °C.
- Fény: Fényigényes. Németországban elviseli akár a közvetlen napfényt is, de Magyarországon ajánlott félárnyékos helyre ültetni.
- Talaj: A tápanyagban gazdag, humuszos talajt kedveli. pH: semleges.
- Trágyázás: Elsősorban tavasszal hatásos segíteni növekedését egy kis kerti komposzttal vagy valamilyen tőzegtartalmú szubsztrátummal. Majd a nyár folyamán kéthetente jó tápoldattal kényeztetni.

## Szaporítás
Szaporítása nagyon egyszerű tőosztással vagy dugványozással. A már barnulni induló idős szárakat érdemes kimetszeni, hogy szebb, zöldebb, üdébb kisugárzása legyen növényünknek. Ilyenkor ezeket a szárakat kár eldobni, a leveleket kissé visszanyírva a szárat fejjel lefelé dugjuk bele egy pohár ízbe. Egy idő után elkezd gyökeret ereszteni és a kis fiatal hajtások is megjelennek. Mindenképpen nedves földbe ültessük ezeket a hajtásokat.

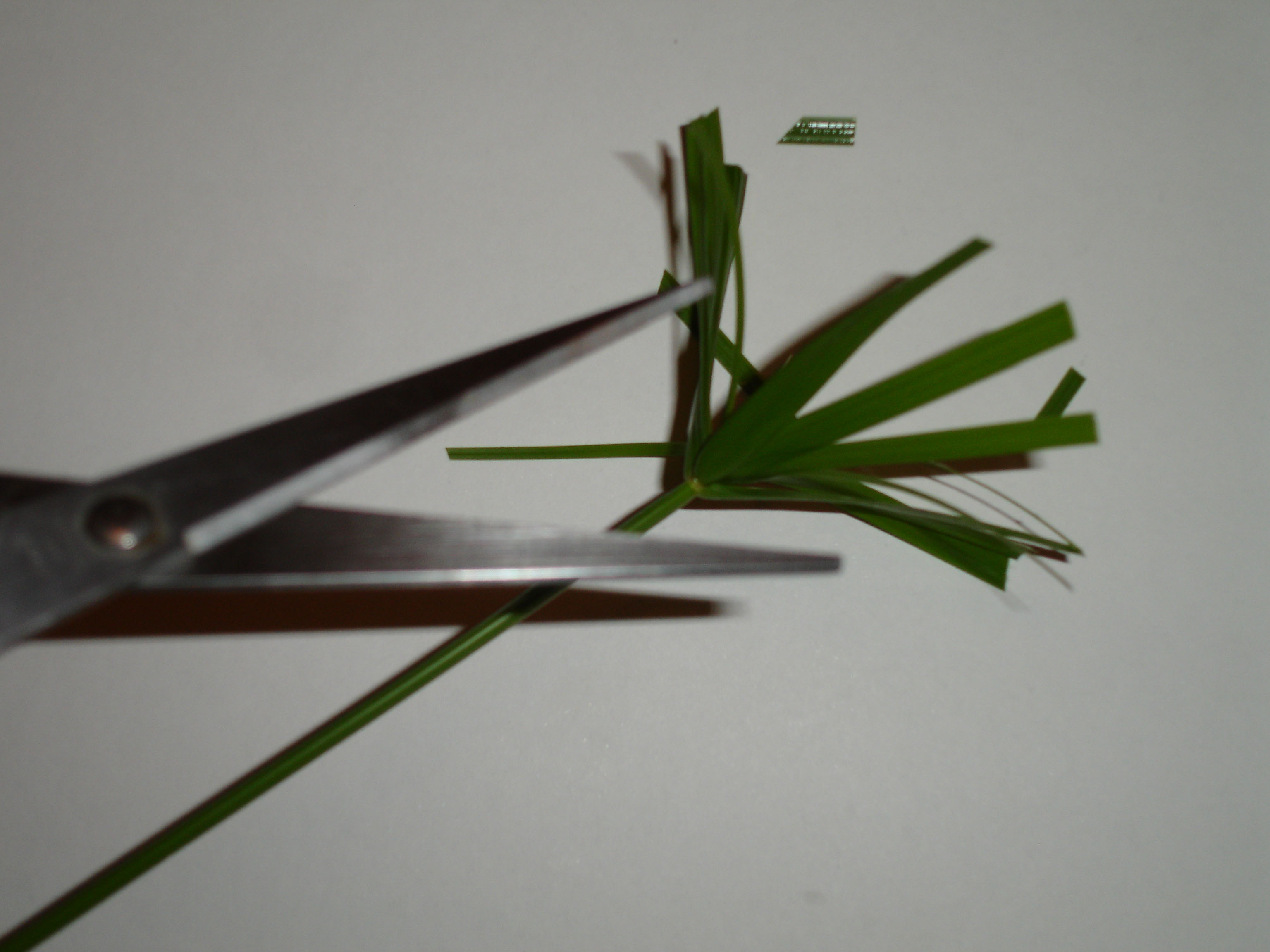
Egy dugvány leveleinek rövidítése.
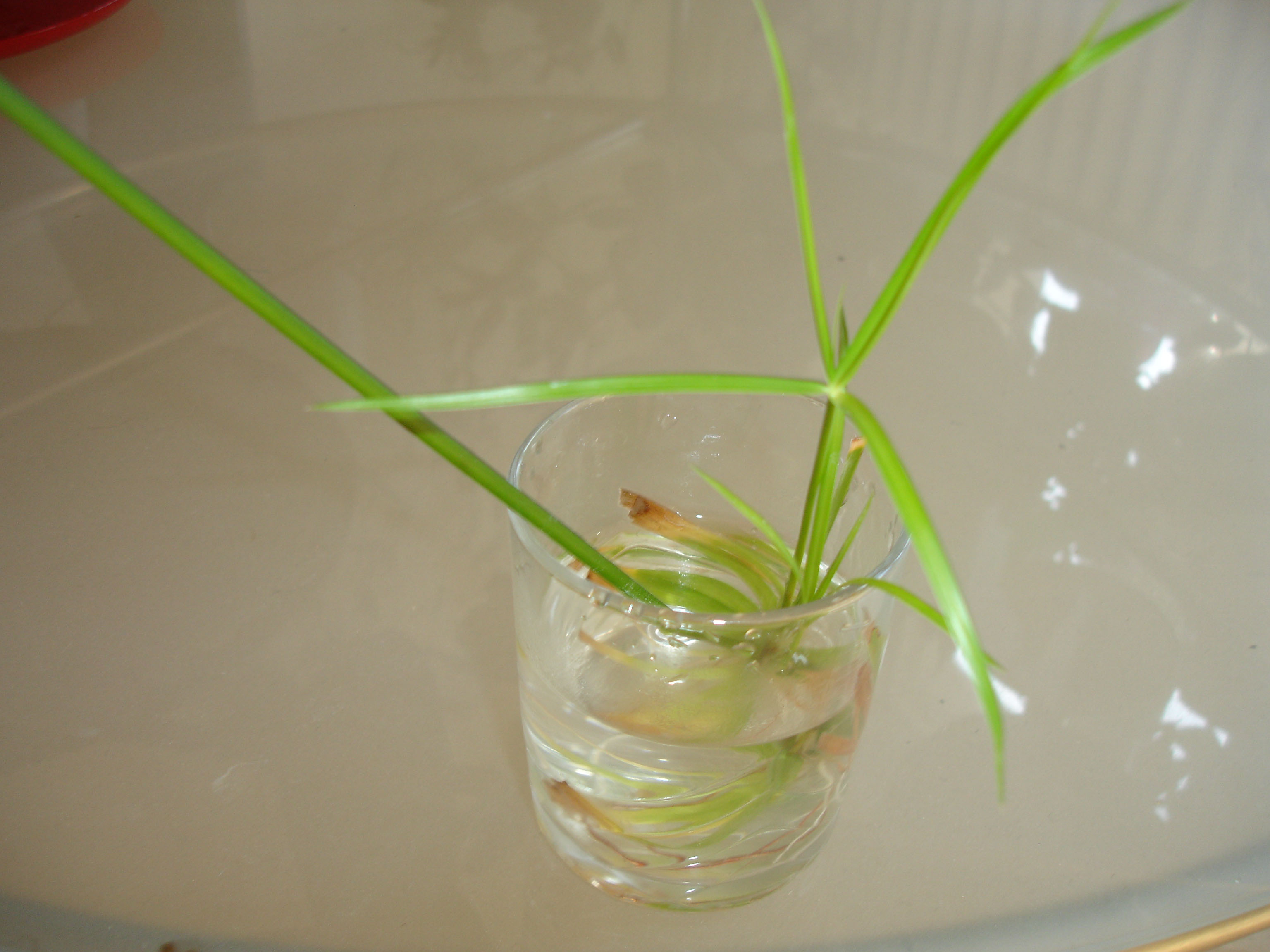
Fejjel levelé egy pohár vízbe helyezve kifejlődnek a gyökerek és hajtások.
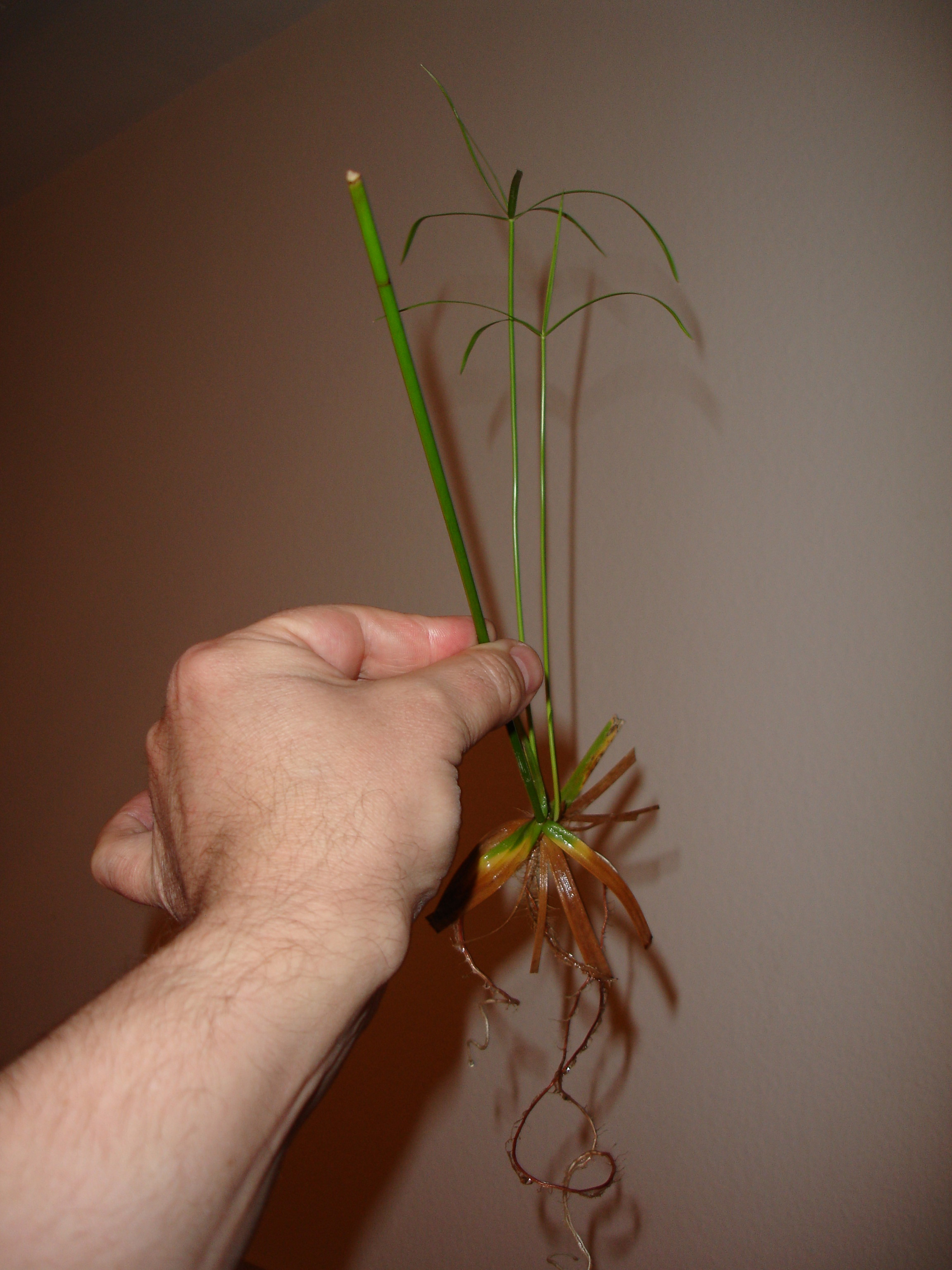
Az ültetésre elég fejlett fiatal növény.

## Használat
Nem csupán dekoratív szobanövényként használják, hanem kedvelt elem az akvarisztikában is fedetlen akváriumoknál. A szár vége legyen kinn az akváriumból! Valamint kedvelt kerti tó peremére ültetett növény. Télen vagy be kell hoznunk, vagy folyamatosan annyi kell szaporítanunk, hogy szobanövényként is legyen bőven, melyekből pótolni tudjuk az évről évre elfagyott egyedeket.

## Kórokozók, károsítók
Atkafélék (Tetranychidae), rojtosszárnyúak (Thysanoptera), viaszos pajzstetvek (Pseudococcidae), pajzstetvek (Coccoidae), levéltetvek (Aphidoidea).
A macskák is kedvelik a növényt, ezért ha a háztartásában van macska, nem garantált a vízipálma túlélése.